# Tour de Grande-Bretagne 2013
La Tour de Grande-Bretagne 2013 est la 74e édition de cette course cycliste sur route masculine. Il a lieu du 15 au 22 septembre 2013. Il figure au calendrier de l'UCI Europe Tour 2013 en catégorie 2.1 et comprend huit étapes.

## Présentation

### Parcours
Il comprenait huit étapes, totalisant 1 159,3 km. Les étapes les plus notoires furent l'étape No 6, qui comportait la toute première arrivée en montagne, et l'étape No 3, une épreuve individuelle contre la montre, une nouveauté par rapport à l'édition de 2012.

### Équipes
Classé en catégorie 2.1 de l'UCI Europe Tour, le Tour de Grande-Bretagne est par conséquent ouvert aux UCI ProTeams dans la limite de 50 % des équipes participantes, aux équipes continentales professionnelles, aux équipes continentales et à une équipe nationale britannique.
| Nom de l'équipe         | Pays            | Code |
| ----------------------- | --------------- | ---- |
| Cannondale              | Italie          | CAN  |
| Garmin-Sharp            | États-Unis      | GRS  |
| Movistar                | Espagne         | MOV  |
| Omega Pharma-Quick Step | Belgique        | OPQ  |
| Sky                     | Grande-Bretagne | SKY  |

| Nom de l'équipe           | Pays           | Code |
| ------------------------- | -------------- | ---- |
| Bardiani Valvole-CSF Inox | Italie         | BAR  |
| IAM                       | Suisse         | IAM  |
| MTN-Qhubeka               | Afrique du Sud | MTN  |
| NetApp-Endura             | Allemagne      | NTP  |
| Sojasun                   | France         | SOJ  |
| UnitedHealthcare          | États-Unis     | UHC  |

| Nom de l'équipe        | Pays            | Code |
| ---------------------- | --------------- | ---- |
| An Post-ChainReaction  | Belgique        | SKT  |
| IG-Sigma Sport         | Grande-Bretagne | IGS  |
| Madison Genesis        | Grande-Bretagne | MGT  |
| Node 4-Giordana Racing | Grande-Bretagne | NGR  |
| Raleigh                | Grande-Bretagne | RAL  |
| Rapha Condor JLT       | Grande-Bretagne | RCJ  |
| UK Youth               | Grande-Bretagne | UKY  |

| Nom de l'équipe           | Pays            | Code |
| ------------------------- | --------------- | ---- |
| Équipe de Grande-Bretagne | Grande-Bretagne | GBR  |

## Favoris
Bradley Wiggins fait figure de grand favori au départ de l'épreuve, il ne déçoit pas ses supporters et remporte le classement général. Son compatriote Mark Cavendish est attendu pour les arrivées au sprint.

## Étapes
| Étape     | Date         | Villes étapes                   |  | Distance (km) | Vainqueur d’étape | Leader du classement général |
| --------- | ------------ | ------------------------------- |  | ------------- | ----------------- | ---------------------------- |
| 1re étape | 15 septembre | Peebles - Château de Drumlanrig |  | 201           | Elia Viviani      | Elia Viviani                 |
| 2e étape  | 16 septembre | Carlisle - Kendal               |  | 225           | Gerald Ciolek     | Gerald Ciolek                |
| 3e étape  | 17 septembre | Knowsley - Knowsley             |  | 16            | Bradley Wiggins   | Bradley Wiggins              |
| 4e étape  | 18 septembre | Stoke-on-Trent - Llanberis      |  | 191           | Mark Cavendish    | Bradley Wiggins              |
| 5e étape  | 19 septembre | Machynlleth - Caerphilly        |  | 177           | Sam Bennett       | Bradley Wiggins              |
| 6e étape  | 20 septembre | Sidmouth - Haytor (en)          |  | 137           | Simon Yates       | Bradley Wiggins              |
| 7e étape  | 21 septembre | Epsom - Guildford               |  | 150           | Mark Cavendish    | Bradley Wiggins              |
| 8e étape  | 22 septembre | Londres - Londres               |  | 88            | Mark Cavendish    | Bradley Wiggins              |

## Déroulement de la course

### 1reétape
|    | Coureur             | Pays             | Équipe                    |    | Temps           |
| -- | ------------------- | ---------------- | ------------------------- | -- | --------------- |
| 1  | Elia Viviani        | Italie           | Cannondale                | en | 6 h 04 min 43 s |
| 2  | Alessandro Petacchi | Italie           | Omega Pharma-Quick Step   | +  | m.t             |
| 3  | Gerald Ciolek       | Allemagne        | MTN-Qhubeka               |    | m.t             |
| 4  | Marco Coledan       | Italie           | Bardiani Valvole-CSF Inox |    | m.t             |
| 5  | Matteo Pelucchi     | Italie           | IAM                       |    | m.t             |
| 6  | Evaldas Šiškevičius | Lituanie         | Sojasun                   |    | m.t             |
| 7  | Shane Archbold      | Nouvelle-Zélande | An Post-ChainReaction     |    | m.t             |
| 8  | Jonathan Dibben     | Grande-Bretagne  | Grande-Bretagne           |    | m.t             |
| 9  | Steele Von Hoff     | Australie        | Garmin-Sharp              |    | m.t             |
| 10 | James Williamson    | Nouvelle-Zélande | Node 4-Giordana Racing    |    | m.t             |

|    | Coureur             | Pays             | Équipe                    |    | Temps           |
| -- | ------------------- | ---------------- | ------------------------- | -- | --------------- |
| 1  | Elia Viviani        | Italie           | Cannondale                | en | 6 h 04 min 33 s |
| 2  | Alessandro Petacchi | Italie           | Omega Pharma-Quick Step   | +  | 4 s             |
| 3  | Gerald Ciolek       | Allemagne        | MTN-Qhubeka               |    | 6 s             |
| 4  | Aaron Gate          | Nouvelle-Zélande | Garmin-Sharp              |    | 6 s             |
| 5  | Christophe Laborie  | France           | Sojasun                   |    | 6 s             |
| 6  | Anthony Delaplace   | France           | Sojasun                   |    | 7 s             |
| 7  | Nathan Haas         | Australie        | Garmin-Sharp              |    | 8 s             |
| 8  | Peter Hawkins       | Irlande          | IG-Sigma Sport            |    | 8 s             |
| 9  | Bradley Wiggins     | Grande-Bretagne  | Sky                       |    | 9 s             |
| 10 | Marco Coledan       | Italie           | Bardiani Valvole-CSF Inox |    | 10 s            |

### 2eétape
|    | Coureur         | Pays             | Équipe                    |    | Temps           |
| -- | --------------- | ---------------- | ------------------------- | -- | --------------- |
| 1  | Gerald Ciolek   | Allemagne        | MTN-Qhubeka               | en | 5 h 01 min 01 s |
| 2  | Sam Bennett     | Irlande          | An Post-ChainReaction     | +  | 0 s             |
| 3  | Thomas Lövkvist | Suède            | IAM                       |    | 6 s             |
| 4  | Simon Yates     | Grande-Bretagne  | Grande-Bretagne           |    | 6 s             |
| 5  | Michał Gołaś    | Pologne          | Omega Pharma-Quick Step   |    | 6 s             |
| 6  | Jack Bauer      | Nouvelle-Zélande | Garmin-Sharp              |    | 6 s             |
| 7  | Martin Elmiger  | Suisse           | IAM                       |    | 9 s             |
| 8  | Marco Coledan   | Italie           | Bardiani Valvole-CSF Inox |    | 9 s             |
| 9  | Sergio Pardilla | Espagne          | MTN-Qhubeka               |    | 9 s             |
| 10 | Julien Vermote  | Belgique         | Omega Pharma-Quick Step   |    | 9 s             |

|    | Coureur                    | Pays            | Équipe                    |    | Temps            |
| -- | -------------------------- | --------------- | ------------------------- | -- | ---------------- |
| 1  | Gerald Ciolek              | Allemagne       | MTN-Qhubeka               | en | 11 h 05 min 30 s |
| 2  | Simon Yates                | Grande-Bretagne | Grande-Bretagne           | +  | 20 s             |
| 3  | Michał Gołaś               | Pologne         | Omega Pharma-Quick Step   |    | 20 s             |
| 4  | Marco Coledan              | Italie          | Bardiani Valvole-CSF Inox |    | 23 s             |
| 5  | Sergio Pardilla            | Espagne         | MTN-Qhubeka               |    | 23 s             |
| 6  | Julien Vermote             | Belgique        | Omega Pharma-Quick Step   |    | 23 s             |
| 7  | Martin Elmiger             | Suisse          | IAM                       |    | 23 s             |
| 8  | Sacha Modolo               | Italie          | Bardiani Valvole-CSF Inox |    | 23 s             |
| 9  | Scott Thwaites             | Grande-Bretagne | NetApp-Endura             |    | 26 s             |
| 10 | Francesco Manuel Bongiorno | Italie          | Bardiani Valvole-CSF Inox |    | 26 s             |

### 3eétape
|    | Coureur              | Pays             | Équipe                    |    | Temps       |
| -- | -------------------- | ---------------- | ------------------------- | -- | ----------- |
| 1  | Bradley Wiggins      | Royaume-Uni      | Sky                       | en | 19 min 54 s |
| 2  | Ian Stannard         | Royaume-Uni      | Sky                       | +  | 37 s        |
| 3  | Jack Bauer           | Nouvelle-Zélande | Garmin-Sharp              |    | 42 s        |
| 4  | Martin Elmiger       | Suisse           | IAM                       |    | 54 s        |
| 5  | Alex Dowsett         | Royaume-Uni      | Movistar                  |    | 56 s        |
| 6  | David López          | Espagne          | Sky                       |    | 1 min 16 s  |
| 7  | Alexander Wetterhall | Suède            | NetApp-Endura             |    | 1 min 20 s  |
| 8  | Stefano Pirazzi      | Italie           | Bardiani Valvole-CSF Inox |    | 1 min 22 s  |
| 9  | Sergio Pardilla      | Espagne          | MTN-Qhubeka               |    | 1 min 25 s  |
| 10 | Mark Cavendish       | Royaume-Uni      | Omega Pharma-Quick Step   |    | 1 min 26 s  |

|    | Coureur              | Pays             | Équipe                  |    | Temps            |
| -- | -------------------- | ---------------- | ----------------------- | -- | ---------------- |
| 1  | Bradley Wiggins      | Royaume-Uni      | Sky                     | en | 11 h 25 min 54 s |
| 2  | Ian Stannard         | Royaume-Uni      | Sky                     | +  | 37 s             |
| 3  | Martin Elmiger       | Suisse           | IAM                     |    | 47 s             |
| 4  | Jack Bauer           | Nouvelle-Zélande | Garmin-Sharp            |    | 55 s             |
| 5  | Alex Dowsett         | Royaume-Uni      | Movistar                |    | 57 s             |
| 6  | David López          | Espagne          | Sky                     |    | 1 min 17 s       |
| 7  | Michał Gołaś         | Pologne          | Omega Pharma-Quick Step |    | 1 min 18 s       |
| 8  | Sergio Pardilla      | Espagne          | MTN-Qhubeka             |    | 1 min 18 s       |
| 9  | Gerald Ciolek        | Allemagne        | MTN-Qhubeka             |    | 1 min 21 s       |
| 10 | Alexander Wetterhall | Suède            | NetApp-Endura           |    | 1 min 21 s       |

### 4eétape
|    | Coureur             | Pays            | Équipe                  |    | Temps          |
| -- | ------------------- | --------------- | ----------------------- | -- | -------------- |
| 1  | Mark Cavendish      | Grande-Bretagne | Omega Pharma-Quick Step | en | 4h 45 min 42 s |
| 2  | Elia Viviani        | Italie          | Cannondale              | +  | 0 s            |
| 3  | Steele Von Hoff     | Australie       | Garmin-Sharp            |    | 0 s            |
| 4  | Matteo Pelucchi     | Italie          | IAM                     |    | 0 s            |
| 5  | José Joaquín Rojas  | Espagne         | Movistar                |    | 0 s            |
| 6  | Owain Doull         | Grande-Bretagne | Grande-Bretagne         |    | 0 s            |
| 7  | Evaldas Šiškevičius | Lituanie        | Sojasun                 |    | 0 s            |
| 8  | Scott Thwaites      | Grande-Bretagne | NetApp-Endura           |    | 0 s            |
| 9  | Chris Opie          | Grande-Bretagne | Team UK Youth           |    | 0 s            |
| 10 | Sam Bennett         | Irlande         | An Post-ChainReaction   |    | 0 s            |

|    | Coureur              | Pays             | Équipe                  |    | Temps            |
| -- | -------------------- | ---------------- | ----------------------- | -- | ---------------- |
| 1  | Bradley Wiggins      | Grande-Bretagne  | Sky                     | en | 16 h 11 min 36 s |
| 2  | Ian Stannard         | Grande-Bretagne  | Sky                     | +  | 37 s             |
| 3  | Martin Elmiger       | Suisse           | IAM                     |    | 47 s             |
| 4  | Jack Bauer           | Nouvelle-Zélande | Garmin-Sharp            |    | 55 s             |
| 5  | Alex Dowsett         | Grande-Bretagne  | Movistar                |    | 57 s             |
| 6  | David López          | Espagne          | Sky                     |    | 1 min 17 s       |
| 7  | Michał Gołaś         | Pologne          | Omega Pharma-Quick Step |    | 1 min 18 s       |
| 8  | Sergio Pardilla      | Espagne          | MTN-Qhubeka             |    | 1 min 18 s       |
| 9  | Gerald Ciolek        | Allemagne        | MTN-Qhubeka             |    | 1 min 21 s       |
| 10 | Alexander Wetterhall | Suède            | NetApp-Endura           |    | 1 min 21 s       |

### 5eétape
|    | Coureur               | Pays             | Équipe                  |    | Temps          |
| -- | --------------------- | ---------------- | ----------------------- | -- | -------------- |
| 1  | Sam Bennett           | Irlande          | An Post-ChainReaction   | en | 4h 35 min 29 s |
| 2  | Michał Gołaś          | Pologne          | Omega Pharma-Quick Step | +  | 0 s            |
| 3  | Martin Elmiger        | Suisse           | IAM                     |    | 0 s            |
| 4  | David Le Lay          | France           | Sojasun                 |    | 0 s            |
| 5  | Jack Bauer            | Nouvelle-Zélande | Garmin-Sharp            |    | 0 s            |
| 6  | Simon Yates           | Grande-Bretagne  | Grande-Bretagne         |    | 0 s            |
| 7  | Bradley Wiggins       | Grande-Bretagne  | Sky                     |    | 0 s            |
| 8  | Sébastien Reichenbach | Suisse           | IAM                     |    | 0 s            |
| 9  | Ian Stannard          | Grande-Bretagne  | Sky                     |    | 0 s            |
| 10 | Nairo Quintana        | Colombie         | Movistar                |    | 0 s            |

|    | Coureur               | Pays             | Équipe                  |    | Temps            |
| -- | --------------------- | ---------------- | ----------------------- | -- | ---------------- |
| 1  | Bradley Wiggins       | Grande-Bretagne  | Sky                     | en | 20 h 47 min 05 s |
| 2  | Ian Stannard          | Grande-Bretagne  | Sky                     | +  | 37 s             |
| 3  | Martin Elmiger        | Suisse           | IAM                     |    | 43 s             |
| 4  | Jack Bauer            | Nouvelle-Zélande | Garmin-Sharp            |    | 55 s             |
| 5  | Michał Gołaś          | Pologne          | Omega Pharma-Quick Step |    | 1 min 12 s       |
| 6  | David López           | Espagne          | Sky                     |    | 1 min 17 s       |
| 7  | Sergio Pardilla       | Espagne          | MTN-Qhubeka             |    | 1 min 18 s       |
| 8  | Simon Yates           | Grande-Bretagne  | Grande-Bretagne         |    | 1 min 23 s       |
| 9  | Daniel Martin         | Irlande          | Garmin-Sharp            |    | 1 min 38 s       |
| 10 | Sébastien Reichenbach | Suisse           | IAM                     |    | 1 min 44 s       |

### 6eétape
|    | Coureur               | Pays            | Équipe                    |    | Temps           |
| -- | --------------------- | --------------- | ------------------------- | -- | --------------- |
| 1  | Simon Yates           | Grande-Bretagne | Grande-Bretagne           | en | 3 h 23 min 44 s |
| 2  | Martin Elmiger        | Suisse          | IAM                       | +  | 2 s             |
| 3  | David López           | Espagne         | Sky                       |    | 2 s             |
| 4  | Sergio Pardilla       | Espagne         | MTN-Qhubeka               |    | 5 s             |
| 5  | Sébastien Reichenbach | Suisse          | IAM                       |    | 5 s             |
| 6  | Nairo Quintana        | Colombie        | Movistar                  |    | 7 s             |
| 7  | Bradley Wiggins       | Grande-Bretagne | Sky                       |    | 7 s             |
| 8  | Francesco Bongiorno   | Italie          | Bardiani Valvole-CSF Inox |    | 12 s            |
| 9  | Marcel Wyss           | Suisse          | IAM                       |    | 12 s            |
| 10 | Evaldas Šiškevičius   | Lituanie        | Sojasun                   |    | 31 s            |

|    | Coureur               | Pays             | Équipe                  |    | Temps            |
| -- | --------------------- | ---------------- | ----------------------- | -- | ---------------- |
| 1  | Bradley Wiggins       | Grande-Bretagne  | Sky                     | en | 24 h 10 min 56 s |
| 2  | Martin Elmiger        | Suisse           | IAM                     | +  | 32 s             |
| 3  | Simon Yates           | Grande-Bretagne  | Grande-Bretagne         |    | 1 min 06 s       |
| 4  | David López           | Espagne          | Sky                     |    | 1 min 08 s       |
| 5  | Sergio Pardilla       | Espagne          | MTN-Qhubeka             |    | 1 min 16 s       |
| 6  | Jack Bauer            | Nouvelle-Zélande | Garmin-Sharp            |    | 1 min 19 s       |
| 7  | Ian Stannard          | Grande-Bretagne  | Sky                     |    | 1 min 34 s       |
| 8  | Michał Gołaś          | Pologne          | Omega Pharma-Quick Step |    | 1 min 36 s       |
| 9  | Sébastien Reichenbach | Suisse           | IAM                     |    | 1 min 42 s       |
| 10 | Nairo Quintana        | Colombie         | Movistar                |    | 1 min 58 s       |

### 7eétape
|    | Coureur            | Pays            | Équipe                  |    | Temps           |
| -- | ------------------ | --------------- | ----------------------- | -- | --------------- |
| 1  | Mark Cavendish     | Grande-Bretagne | Omega Pharma-Quick Step | en | 3 h 46 min 57 s |
| 2  | Elia Viviani       | Italie          | Cannondale              | +  | 0 s             |
| 3  | Gerald Ciolek      | Allemagne       | MTN-Qhubeka             |    | 0 s             |
| 4  | Blaž Jarc          | Slovénie        | NetApp-Endura           |    | 0 s             |
| 5  | Jacob Rathe        | États-Unis      | Garmin-Sharp            |    | 0 s             |
| 6  | Matteo Pelucchi    | Italie          | IAM                     |    | 0 s             |
| 7  | Chris Opie         | Grande-Bretagne | Team UK Youth           |    | 0 s             |
| 8  | Martin Elmiger     | Suisse          | IAM                     |    | 0 s             |
| 9  | Alessandro Bazzana | Italie          | UnitedHealthcare        |    | 0 s             |
| 10 | Sam Bennett        | Irlande         | An Post-ChainReaction   |    | 0 s             |

|    | Coureur               | Pays             | Équipe                  |    | Temps            |
| -- | --------------------- | ---------------- | ----------------------- | -- | ---------------- |
| 1  | Bradley Wiggins       | Grande-Bretagne  | Sky                     | en | 27 h 57 min 59 s |
| 2  | Martin Elmiger        | Suisse           | IAM                     | +  | 26 s             |
| 3  | Simon Yates           | Grande-Bretagne  | Grande-Bretagne         |    | 1 min 06 s       |
| 4  | David López           | Espagne          | Sky                     |    | 1 min 08 s       |
| 5  | Sergio Pardilla       | Espagne          | MTN-Qhubeka             |    | 1 min 16 s       |
| 6  | Jack Bauer            | Nouvelle-Zélande | Garmin-Sharp            |    | 1 min 19 s       |
| 7  | Ian Stannard          | Grande-Bretagne  | Sky                     |    | 1 min 34 s       |
| 8  | Michał Gołaś          | Pologne          | Omega Pharma-Quick Step |    | 1 min 36 s       |
| 9  | Sébastien Reichenbach | Suisse           | IAM                     |    | 1 min 42 s       |
| 10 | Nairo Quintana        | Colombie         | Movistar                |    | 1 min 56 s       |

### 8eétape
|    | Coureur             | Pays            | Équipe                    |    | Temps           |
| -- | ------------------- | --------------- | ------------------------- | -- | --------------- |
| 1  | Mark Cavendish      | Grande-Bretagne | Omega Pharma-Quick Step   | en | 1 h 47 min 23 s |
| 2  | Sam Bennett         | Irlande         | An Post-ChainReaction     | +  | 0 s             |
| 3  | Elia Viviani        | Italie          | Cannondale                |    | 0 s             |
| 4  | Matteo Pelucchi     | Italie          | IAM                       |    | 0 s             |
| 5  | Chris Opie          | Grande-Bretagne | Team UK Youth             |    | 0 s             |
| 6  | Evaldas Šiškevičius | Lituanie        | Sojasun                   |    | 0 s             |
| 7  | Sacha Modolo        | Italie          | Bardiani Valvole-CSF Inox |    | 0 s             |
| 8  | Alessandro Petacchi | Italie          | Omega Pharma-Quick Step   |    | 0 s             |
| 9  | Enrique Sanz        | Espagne         | Movistar                  |    | 0 s             |
| 10 | Blaž Jarc           | Slovénie        | NetApp-Endura             |    | 0 s             |

|    | Coureur               | Pays             | Équipe                  |    | Temps            |
| -- | --------------------- | ---------------- | ----------------------- | -- | ---------------- |
| 1  | Bradley Wiggins       | Grande-Bretagne  | Sky                     | en | 29 h 45 min 26 s |
| 2  | Martin Elmiger        | Suisse           | IAM                     | +  | 26 s             |
| 3  | Simon Yates           | Grande-Bretagne  | Grande-Bretagne         |    | 1 min 03 s       |
| 4  | David López           | Espagne          | Sky                     |    | 1 min 08 s       |
| 5  | Jack Bauer            | Nouvelle-Zélande | Garmin-Sharp            |    | 1 min 13 s       |
| 6  | Sergio Pardilla       | Espagne          | MTN-Qhubeka             |    | 1 min 16 s       |
| 7  | Ian Stannard          | Grande-Bretagne  | Sky                     |    | 1 min 34 s       |
| 8  | Sébastien Reichenbach | Suisse           | IAM                     |    | 1 min 42 s       |
| 9  | Michał Gołaś          | Pologne          | Omega Pharma-Quick Step |    | 1 min 46 s       |
| 10 | Marcel Wyss           | Suisse           | IAM                     |    | 1 min 57 s       |

## Évolution des classements
| Étape | Vainqueur d’étape | Classement général | Meilleur sprinteur | Classement de la montagne | Classement par points | Classement par équipes    | prix de la combativité |
| ----- | ----------------- | ------------------ | ------------------ | ------------------------- | --------------------- | ------------------------- | ---------------------- |
| 1     | Elia Viviani      | Elia Viviani       | Aaron Gate         | Kristian House            | Elia Viviani          | An Post-ChainReaction     | Anthony Delaplace      |
| 2     | Gerald Ciolek     | Gerald Ciolek      | Nicola Boem        | Ángel Madrazo             | Gerald Ciolek         | Bardiani Valvole-CSF Inox | Ángel Madrazo          |
| 3     | Bradley Wiggins   | Bradley Wiggins    | Nicola Boem        | Ángel Madrazo             | Gerald Ciolek         | Sky                       | no award               |
| 4     | Mark Cavendish    | Bradley Wiggins    | Aaron Gate         | Ángel Madrazo             | Elia Viviani          | Sky                       | Thomas Scully          |
| 5     | Sam Bennett       | Bradley Wiggins    | Ángel Madrazo      | Ángel Madrazo             | Sam Bennett           | Sky                       | Jacob Rathe            |
| 6     | Simon Yates       | Bradley Wiggins    | Ángel Madrazo      | Ángel Madrazo             | Martin Elmiger        | Sky                       | Liam Holohan           |
| 7     | Mark Cavendish    | Bradley Wiggins    | Ángel Madrazo      | Ángel Madrazo             | Martin Elmiger        | Sky                       | Peter Williams         |
| 8     | Mark Cavendish    | Bradley Wiggins    | Ángel Madrazo      | Ángel Madrazo             | Martin Elmiger        | Sky                       | Shane Archbold         |
| Final | Final             | Bradley Wiggins    | Ángel Madrazo      | Ángel Madrazo             | Martin Elmiger        | Sky                       | Kristian House         |